# Gesammelte Werke von Mao Zedong
Die Gesammelten Werke von Mao Zedong (chinesisch 毛泽东文集, Pinyin Máo Zédōng wénjí, englisch Collected Works of Mao Zedong) sind eine Anthologie von Mao Zedongs (1893–1976) Schriften. Es ist der Nachfolger der Ausgewählten Werke von Mao Zedong (毛泽东选集,  Máo Zédōng xuǎnjí). Es ist eine weitere umfassende Sammlung von Maos Schriften, ausgewählt und herausgegeben unter der Schirmherrschaft des Zentralkomitees der Kommunistischen Partei Chinas.
Ihre Bearbeitung begann 1992 und wurde 1999 vollständig abgeschlossen, was acht Jahre dauerte. Die acht Bände von Maos Gesammelten Werken wurden vom People’s Publishing House in drei aufeinanderfolgenden Abschnitten veröffentlicht: die Bände I und II im Jahr 1993, die Bände III, IV und V im Jahr 1996 und die Bände VI, VII und VIII am 1. Juli 1999. Es wurden dafür insgesamt 803 Artikel ausgewählt, davon 504 Artikel aus der demokratisch-revolutionären Periode und 299 Artikel aus der sozialistischen Periode. Von den 803 gesammelten Werken wurden für 1962 nur 2 und in den Jahren von 1965 bis 1976 nur 12 veröffentlicht (d. h. 1 pro Jahr); deutlich unter dem Durchschnitt von 14,6 pro Jahr. Dies spiegelt offenbar die Sorge der Herausgeber wider, dass die vollständige Veröffentlichung von Maos Werken die politischen Realitäten beeinträchtigen würde. Die Publikation sollte nur die Bedürfnisse einer Vielzahl von Forschern befriedigen, und es gab keine offenkundige Anordnung, die organisatorische Untersuchung auf allen Ebenen zu verlangen.

## Bände
- 1. Januar 1921 – Juni 1937. 1993
- 2. August 1923 – Dezember 1942. 1993
- 3. Januar 1943 – August 1945. 1996
- 4. August 1945 – Dezember 1947. 1996
- 5. Januar 1948 – September 1949. 1996
- 6. Oktober 1949 – Dezember 1955. 1999
- 7. Januar 1956 – Dezember 1958. 1999
- 8. Februar 1959 – Juli 1975. 1999